# Сельское поселение посёлок Армань
Се́льское поселе́ние посёлок А́рмань — упразднённое муниципальное образование в Ольском районе Магаданской области Российской Федерации.
Административный центр — посёлок Армань.

## История
Статус и границы сельского поселения установлены Законом Магаданской области от 28 декабря 2004 года № 511-ОЗ «О границах и статусе муниципальных образований в Магаданской области»
Законом Магаданской области от 8 апреля 2015 года № 1883-ОЗ с преобразованием Ольского муниципального района в Ольский городской округ.

## Население
| 2009 | 2010  | 2011  | 2012  | 2013  | 2014  | 2015  |
| ---- | ----- | ----- | ----- | ----- | ----- | ----- |
| 1129 | ↗1283 | ↘1267 | ↘1242 | ↘1190 | ↘1128 | ↘1096 |

## Состав сельского поселения
| № | Населённый пункт | Тип населённого пункта          | Население |
| - | ---------------- | ------------------------------- | --------- |
| 1 | Армань           | посёлок, административный центр | ↘821      |
| 2 | Радужный         | посёлок                         | ↘96       |
| 3 | Янский           | посёлок                         | ↘29       |